# Rune Brattsveen
Rune Brattsveen, född 5 april 1984, är en norsk skidskytt. Brattsveen debuterade i världscupen i december 2007 och blev 9:a i sprinten och 5:a i jaktstarten dagen efter. Vid världsmästerskapen 2008 i Östersund ingick han i det norska lag som tog silver i herrarnas stafett.
Under VM 2012 tog Brattsveen guld tillsammans med laget i stafetten.